# Брюс, Роберт, 4-й лорд Аннандейл
Роберт (IV) де Брюс (англ. Robert de Brus; умер в 1226/1230) — англо-шотландский аристократ, 4-й лорд Аннандейл с 1211/1212, старший сын Уильяма де Брюса, 3-го лорда Аннандейла, и Кристины. Благодаря браку Роберта с шотландской принцессой, его потомки приобрели права на шотландский трон. Кроме того, ему удалось улучшить состояние семьи за счёт приданого.

## Происхождение
Роберт происходил из рода Брюсов, который имел нормандские корни. Родоначальником данного рода долгое время считался нормандец Роберт де Брюс, который якобы участвовал в битве при Гастингсе, после чего получил владения в Англии, но в настоящее время эта версия считается сомнительной. Первым достоверно известным предком династии сейчас считается Роберт (I) де Брюс, происходивший из Брикса (к югу от Шербура). Он был союзником будущего короля Генриха I, который, получив в 1106 году английскую корону, даровал Роберту обширные владения в Йоркшире: сначала 80 поместий, которые в основном были сосредоточены в уэпентейке Кларо, а позже ещё 30 поместий около Скелтона. В дальнейшем владения ещё увеличились за счёт пожалования поместий в Харте и Хартнессе (графство Дарем). Кроме того, Роберт был хорошо знаком с будущим шотландским королём Давидом I, который, получив корону, даровал Роберту Аннандейл в Шотландии.
Роберт (I) оставил двух сыновей, из которых старший, Адам, стал родоначальником старшей (Скелтонской) ветви, а младший, Роберт (II), унаследовавший Аннандейл и некоторые владения в Йоркшире и Дареме — шотландской. Из двух сыновей Роберта (II), старший, Роберт (III) был бездетным, поэтому наследником владений стал второй, Уильям. От брака с Кристиной у него известно трое сыновей, старшим из которых был Роберт (IV).

## Биография
Роберт унаследовал владения отца после смерти того в 1211 или 1212 году. В 1215 году он был уже совершеннолетним; в этом году английский король Иоанн Безземельный предоставил Роберту незначительную примирительную субсидию в 30 марок — сначала 5 мая, незадолго до подписания Великой хартии вольностей, а затем и вскоре после этого — 26 июня. Также ему были возвращены некоторые владения отца, удержанные после его смерти. Кроме того, было подтверждено право на проведение ярмарок и рынок в Хартлпуле. Кроме этих пожалований, которыми английский король пытался перетянуть Роберта на свою сторону в конфликте с английскими баронами, тот, в отличие от своего родственника, Питера III де Брюса, барона Скелтона, в 1215—1217 годах не играл значительной роли ни в событиях, которые привели к подписанию Великой хартии вольностей, ни в последовавших за этим Первой баронской войне в Англии и в англо-шотландской войне, хотя король Шотландии Александр II наверняка должен был потребовать от него рыцарской службы.
В 1221 году Роберт засвидетельствовал в Йорке брачное соглашение Александра II. В 1223 и 1223 годах его имя упоминается в казначейских свитках по Камберленду, а в 1226 году выплатил щитовой сбор. После этого упоминания о нём пропадают.
Хотя традиционно считалось, что у Роберта было прозвище «Благородный» (англ. The noble), но профессор Джеффри Барроу в своём исследовании «Robert Bruce and the Community of the Realm of Scotland» показал, что тот никогда этого прозвища не носил.
Судя по всему, во время жизни Роберта семейное достояние Брюсов ухудшилось. В частности, был потерян Эденхолл. Но брак, который Роберт заключил с шотландской принцессой Изабеллой Хантингдонской, одной из дочерей Давида, графа Хантингдона, немного улучшил его положение, хотя и неизвестно, какое приданое она с собой принесла. Точная дата заключения брака неизвестна, по некоторым сведениям он был заключён ещё при жизни графа Давида, умершего в 1219 году. Присутствие Роберта в 1221 году в Йорке на брачной церемонии короля Александра II, судя по всему, подтверждает, что к этому времени он породнился с королевской семьёй. Этот брак позволил потомкам Роберта претендовать на шотландскую корону после угасания Данкельдской династии.
В ряде источников указывается, что Роберт умер в 1245 году. Эта дата впервые приведена в «The Baronage of Scotland» Роберта Дугласа, но возможно, что указывалась и в более ранних работах. Однако в настоящее время считается, что Роберт IV умер раньше. Он, судя по всему, был мёртв уже в 1237 году, когда его жена Изабелла подавала в одиночку иск в суд, претендуя в качестве одной из наследниц на владения своего брата Джона, графа Честера. Другие наследницы подавали иск вместе с мужьями. Кроме того, известно, что его феодальное владение Харт было под опекой Питера де Брюса, барона Скелтона, родственника Роберта. Ричард Пур, который был епископом Дарема между 1228 и 1237 годами, предоставил в сентябре 1230 года городу Хартлпул ряд привилегий. В марте 1234 года настоятель и капитул Дарема подтвердили дар о вольностях Хартпула, сделанный епископом Питеру де Брюсу и «сохранив права наследников Роберта де Брюса, когда они достигнут совершеннолетия». Соответственно, к марту 1234 года Роберт IV уже был мёртв, но, скорее всего, он умер до сентября 1230 года. Один некролог указывает в качестве даты смерти 26 августа, другой — 17 февраля. Также в источниках встречается и дата 21 апреля. Автор статьи о Роберте II в «Оксфордской биографической энциклопедии» обращает внимание на то, что в 1221—1226 годах хартии Роберта IV подтверждались его братом Уильямом, на основании чего делает вывод, что в этот период Роберт мог быть недееспособным и находиться на попечении брата.
Похоронен Роберт был в родовой усыпальнице Брюсов в монастыре Гисборо.

## Брак и дети
Жена: Изабелла Хантингдонская (1206-1251), дочь шотландского принца Давида, графа Хантингдона, и Матильды Честерской. Дети:
- Роберт (V) де Брюс (около 1220 — 31 марта 1295), 5-й лорд Аннандейл с 1226/1233[7][8].
- (?) Бернард Брюс[8].

Ещё одним сыном Роберта мог быть Уильям де Брюс, который в 1259 году засвидетельствовал хартию Роберта V, однако не исключено, что он был сыном Уильяма, младшего брата Роберта IV.
В некоторых источниках указывалось, что в этом браке родилась также дочь Беатрис, которая была замужем за Хью де Невиллом, однако её отцом в действительности был Роберт де Брайвис.